# Leandro Love
Leandro Rodrigues da Silva (* 3. Dezember 1985 in São Paulo), auch bekannt als Leandro Love, ist ein brasilianischer Fußballspieler.

## Karriere
Leandro begann seine Karriere 2004 bei Rio Preto EC und spielte unter anderem auch bei Grêmio Osasco Audax und CA Juventus. 2006 wechselte er zum japanischen Zweitligisten Vissel Kōbe. Von 2007 bis 2008 war er beim australischen Melbourne Victory unter Vertrag. Von 2009 bis 2011 war er außerdem noch bei den Vereinen ABC Natal, Criciúma EC und CA Linense unter Vertrag. 2011 wechselte er zu Portuguesa. 2011 feierte er mit dem Verein die Zweitligameisterschaft und den Aufstieg in die erste Liga. Danach spielte er bei Red Bull Brasil und Guaratinguetá Futebol.